# شوالیه‌های گاتهام (بازی ویدئویی)
شوالیه‌های گاتهام (انگلیسی: Gotham Knights) یک بازی ویدئویی است که توسط سرگرمی تعاملی برادران وارنر در سبک جهان باز و در سال ۲۰۲۲ و در پلت‌فرم‌های مایکروسافت ویندوز، ، ، ایکس‌باکس سری ایکس، و پلی‌استیشن ۵ منتشر شد. این بازی دارای ۴ شخصیت بت گرل-نایت وینگ-ردهود- رابین هست.

## داستان
این بازی در شهر گاتهام سیتی اتفاق می‌افتد. پس از مرگ بتمن و جیمز گوردون شهر به هرج و مرج و نابسامانی رسیده‌است و نایت وینگ، بتگرل، رابین و رد هود با هم تیم می‌شوند تا شهر را از هرج و مرج و قدرت‌گیری مستر فریز نجات دهند.

## بازتاب‌ها
| گردآورنده | امتیاز                                 |
| --------- | -------------------------------------- |
| متاکریتیک | 69/100 (PS5) 68/100 (XSXS) 67/100 (PC) |

| ناشر                     | امتیاز  |
| ------------------------ | ------- |
| گیم اینفورمر             | 7.25/10 |
| گیم‌اسپات                 | 4/10    |
| گیمز ریدار+              | [ ۶ ]   |
| آی‌جی‌ان                   | 5/10    |
| پی‌سی گیمر (ایالات متحده) | 49/100  |
| پوش اسکوئر               | 7/10    |
| گاردین                   | [ ۱۰ ]  |
| وی‌جی۲۴۷                  | [ ۱۱ ]  |

نمرات بازی شوالیه‌های گاتهام امتیاز نسبتاً مطلوبی رو دریافت کرد گیم اسپات به بازی را ۴ داد و از داستان بازی و وسواس آن به سیستم لوت آن انتقاد دارد و همچنین اشاره می‌کند که اهداف بازی فاقد اصالت است، اما به قدرت شخصیت‌های آن نیز اشاره می‌کند رسانه گیم اینفورمر هم بازی نمره ۷٫۲۵ داد و بازی را به دلیل رویکردش به بازی بازی چندنفره آنلاین|کو-آپ آن تحسین کرد، اما مورد شگفتی قرار نگرفت. اهداف، مبارزات و فعالیت‌های آشنای بازی به بتمن آرکهام نایت را انتقاد کرد